# سبيرمدين
السبيرمدين (Spermidine) هو عبارة عن عديد الأمين والذي يشارك في عملية الأيض الخلوية. ويتضمن مفعوله ما يلي : تثبيط الإنزيم المخلق لأكسيد النيتريك المتعلق بالخلايا العصبية  nNOS ، ويساعد في العمليات المختبرية لنسخ الحمض النووي الرايبوزي  RNA، كما أنه يفرز نشاط إنزيم (T4 كينيز عديد النيوكليوتيد) وإنزيم (T7 بوليميريز للحمض النووي الرايبوزي  RNA)، كما أنه يرتبط ويرسب الحمض النووي الريبي منقوص الأكسجين DNA ويستخدم أيضاً في تنقية البروتينات المرتبطة بالحمض النووي الريبي منقوص الأكسجين،  وكمنظم بولي أميني للنمو النباتي، فإنه أيضا يعتبر هرمون نباتي محفز لمرحلة التطور الجنينية الجسدية. وقد وجد أيضاً أن السبيرمدين يعمل على تقليل مقدار التقدم في العمر (الشيخوخة) في الخميرة والذباب والديدان والخلايا المناعية للإنسان وذلك من خلال تحفيز عملية الالتهام الذاتي.

## النشاطات البيوكيميائية
• تثبيط عمل الإنزيم المخلق لأكسيد النيتريك المتعلق بالخلاياالعصبية  (nNOS)
• يرتبط بالحمض النووي الريبي منقوص الأكسجين DNA ويرسبه
• قد يستخدم في تنقية البروتينات المرتبطة بالحمض النووي الريبي منقوص الأكسجين DNA
• يحفز نشاط إنزيم (T4 كينيز عديد النيوكليوتيد) وإنزيم (T7 بوليميريز للحمض النووي الريبوزي  RNA)
- يعمل كمنظم بولي أميني للنمو النباتي

## بعض الاستخدامات
- يمكن أن يستخدم السبيرمدين في العمليات الكهربية أثناء نقل الحمض النووي الريبي منقوص الأكسجين DNA إلى الخلية تحت تأثير النبض أو الذبذبات الكهربية.
- يستخدم في تحفيز الالتهام الذاتي.

## وصلات خارجية
- Safety Data Sheet نسخة محفوظة 28 سبتمبر 2011 على موقع واي باك مشين.